# Guai con gli angeli
Guai con gli angeli (The Trouble With Angels) è un film del 1966 diretto da Ida Lupino, con protagoniste Rosalind Russell ed Hayley Mills.
Fra gli altri interpreti, Marge Redmond (la suor Jacqueline della futura serie televisiva The Flying Nun) nel ruolo dell'insegnante di matematica suor Liguori, Mary Wickes (che interpreterà suor Maria Lazzara 26 anni dopo in Sister Act - Una svitata in abito da suora (1992) e nel sequel Sister Act 2 - Più svitata che mai (1993) nella parte dell'insegnante di ginnastica suor Clarissa, e Portia Nelson nel ruolo d'insegnante di arte suor Elizabeth (che era stata suora anche in Tutti insieme appassionatamente).

## Trama
Il film è ambientato in un immaginario collegio cattolico femminile con a capo delle suore. Rosalind Russell è la madre superiora e trascorre il film alle prese con Mary Clancy (Hayley Mills), adolescente ribelle, e con l'amica di quest'ultima, Rachele Devery (June Harding). Il racconto procede episodico nel narrarci gli anni di scuola superiore delle due ragazze e i guai che combinano, fino al loro diploma e all'inaspettata decisione di Mary di restare come novizia.

## Soggetto
Guai con gli angeli è basato sul libro semi-biografico Life with Mother Superior di Jane Trahey riguardante i propri anni di scuola superiore in un istituto cattolico vicino a Chicago (Illinois) negli anni trenta. Mentre nel romanzo la scuola è descritta come un collegio-convitto fuori città, in realtà la Trahey frequentò un istituto meramente diurno che oggi è la Providence-St. Mel's High School. Molti degli episodi menzionati nel libro si basano realmente su esperienze accadute alla Trahey presso le Suore della Carità della Beata Vergine Maria del Mundelein College di Chicago. Il personaggio di Mary Clancy (Hayley Mills) è ispirato a una vera amica di Jane, Mary, che più tardi diventò suor John Eudes della congregazione di Sinsinawa.

## Produzione
Le riprese di Guai con gli angeli ebbero inizio dal settembre 1965 e terminarono a dicembre. Per l'istituto del S. Francesco (S. Francis) si usò la St. Mary's Home for Children di Ambler, in Pennsylvania. Gli interni furono girati negli studios della Columbia ad Hollywood. Il budget per la produzione del film fu di 2 milioni di dollari.

## Critica
Questo è l'ultimo film di successo di Hayley Mills, poiché la sua pellicola seguente Questo difficile amore (1966) di Roy Boulting generò controversie in Inghilterra a causa di una sua scena di nudo. Benché l'episodio non avesse una particolare rilevanza, effettivamente danneggiò la fiorente carriera della giovane Mills.
Guai con gli angeli ricevette buone critiche e un successo discreto che permise di girare il sequel, inedito in Italia, Where Angels Go, Trouble Follows (1968) di James Neilson. Ciò nonostante, la Mills decise di non recitare in questa occasione e fu sostituita da Stella Stevens, mentre Rosalind Russell conservò il ruolo della madre superiora.

## Cameo
L'attrice di burlesque Gypsy Rose Lee appare in un piccolo ruolo, quello della signora Mabel Dowling Phipps, che dovrebbe insegnare alle ragazze portamento e femminilità. Precedentemente, Rosalind Russell aveva interpretato la madre della Lee in La donna che inventò lo strip-tease (1962).